# Sietesz
Sietesz – wieś w Polsce położona w województwie podkarpackim, w powiecie przeworskim, w gminie Kańczuga.
Prywatna wieś szlachecka, położona w województwie ruskim, w 1739 roku należała wraz z folwarkiem do klucza Kańczuga Lubomirskich. W latach 1954–1972 wieś należała i była siedzibą władz gromady Sietesz. W latach 1975–1998 miejscowość administracyjnie należała do województwa przemyskiego.

## Części wsi
| SIMC    | Nazwa         | Rodzaj    |
| ------- | ------------- | --------- |
| 0604548 | Sietesz Dolna | część wsi |
| 0604554 | Sietesz Górna | część wsi |

## Historia
Otton z Pilczy – Pilecki w 1375 r. nadaje rycerzowi Wierzbieńcie wieś Mikulicze (Mikulice), jednocześnie wymienia w nim wsie sąsiednie jak: Sethescha (Sietesz), Nizaczyce (Niżatyce), Ostrów. Potem te dobra dziedziczyła Elżbieta Granowska z Pileckich (ur. ok. 1372, zm. 12 maja 1420 w Krakowie) – trzecia żona Władysława Jagiełły, królowa Polski.
Była jedynym dzieckiem wojewody sandomierskiego dziedzica Sieteszy Ottona z Pilczy i Jadwigi Melsztyńskiej (matki chrzestnej Jagiełły c. Jana siostra Spytki). Gdy w 1384 r. umarł jej ojciec, odziedziczyła po nim ogromne posiadłości łańcuckie oraz Sietesz i Pilicę stając się najbogatszą panną w Polsce. Sietesz była wzmiankowana w dokumencie z 1384 roku. Podczas trwającego 13 lat małżeństwa z Wincentym Granowskim, Elżbieta urodziła dwóch synów i trzy córki. Zorganizowała tu parafię przed 1391 rokiem. 12 grudnia 1410 r. Elżbieta została wdową i poślubiła 2 maja 1417 r. w Sanoku Króla Polski Władysława Jagiełłę. I tak Sietesz stała się miejscowością królewską. W 1450 roku właścicielem był Jan z Pilczy syn Eżbiety Granowskiej.
W 1515 r. Sietesz należała do tzw. klucza kańczudzkiego. W XVII w istniał tu dwór obronny, który został zniszczony w czasie wojen szwedzkich. W II poł. XIX w. była tu własność rodziny Łastawieckich.
21 stycznia 1943 Gestapo z pomocą SS zebrało mężczyzn w budynku szkoły. Franciszka Rewera i Kazimierza Lisowskiego rozstrzelało a około 20 innych mieszkańców wywiozło do więzień w Jarosławiu i Łańcucie.
W sierpniu 1943 r. Wehrmacht rozstrzelał w lesie 17 Polaków pochodzenia żydowskiego. Na miejscu egzekucji znajduje się mogiła pomordowanych.

## Zabytki
- kościół parafialny, neogotycki (1906-1910) – zbudowany według projektu M. Kowalczuka. Wewnątrz kościoła – część starego, barokowego wyposażenia. Parafia sprzed 1391 roku.
- zespół dworski rodziny Łastawieckich

1. ruiny dworu o XVIII-wiecznym rodowodzie
2. park z XVIII w., przekomponowany w XIX w. na ogród typu krajobrazowego
3. kaplica grobowa Łastawieckich (II poł. XIX w.)
4. źródełko Świętego Antoniego

- w pobliżu znajduje się rezerwat przyrody „Husówka”[3][6]